# La morte vivente
La morte vivente (Die lebende Tote) è un film del 1919 diretto da Rudolf Biebrach. Sceneggiato da Robert Wiene, aveva come protagonista femminile la famosa attrice Henny Porten.

## Trama
Sposata al professor von Redlich da cui ha avuto una figlia, Eva, che è molto più giovane del marito, si lascia corteggiatore da Karl, un vecchio ammiratore. Usando la scusa di una visita alla sorella, passa una notte con l'amante su un treno che, però, deraglia. La donna viene creduta morta nell'incidente. In realtà, vergognandosi di quello che ha fatto, Eva decide di sparire. Trova lavoro in una rivista di varietà e inizia a drogarsi per dimenticare. La donna vorrebbe ritornare alla sua vecchia vita e il dolore ormai lancinante unito al rimorso la porta a prendere una dose eccessiva di cocaina.

## Produzione
Il film fu prodotto dalla Messter Film GmbH (Berlin).

## Distribuzione
Distribuito dall'Universum Film (UFA), uscì nelle sale cinematografiche tedesche dopo essere stato presentato in prima a Berlino il 29 agosto 1919.
In Italia, il film ebbe il visto di censura 15195 nel giugno 1920.